# Heracleum barmanicum
Heracleum barmanicum là một loài thực vật có hoa trong họ Hoa tán. Loài này được Kurz mô tả khoa học đầu tiên năm 1872.